# 울리 슈틸리케
울리히 "울리" 슈틸리케(독일어: Ulrich "Uli" Stielike, 1954년 11월 15일 ~ )는 독일의 전 축구 선수이자 전 축구 지도자로 선수 시절 포지션은 수비형 미드필더 또는 수비수였으며 독일 국적이지만 8년간 스페인에서 선수 생활을 한 덕에 공식석상에서는 모국어인 독일어 대신 스페인어를 주로 사용하며 영어와 프랑스어도 구사 가능하다.

## 선수 경력
보루시아 묀헨글라트바흐에서 활약하며 분데스리가 3회, 독일컵 1회, UEFA컵 1회 우승을 달성하였다. 그 이후 1977년 스페인의 레알 마드리드로 이적하며 선수 경력에 큰 전환점을 맞이한다. 레알 마드리드에서 '독일 전차(panzer 판처[*])'로 불리며 8시즌 동안 라리가 3회, 스페인컵 2회, UEFA컵 1회 우승을 달성했으며 4번의 라리가 최우수 외국인 선수상(Premio Don Balón 프레미오 돈 발론[*])을 수상하는 기염을 토했다. 그리고 1985년 레알 마드리드를 떠나 스위스 뇌샤텔 크사막스로 이적했고 1988 시즌을 끝으로 은퇴를 선언하면서 선수 생활에 마침표를 찍었다.

### 국가대표
독일 축구 국가대표팀으로 A매치 42경기에 출전하여 UEFA 유로 1980 우승과 1982년 FIFA 월드컵 준우승에 기여했다. 다만 오스트리아와의 1982년 월드컵 2조 조별리그 최종전에서 팀 동료들의 분위기와 계속 뛰어야 한다는 압박감 때문에 어쩔 수 없이 히혼의 수치에 가담해야만 했으며 그 이후 프랑스와의 4강전에서 승부차기를 실축했는데 이는 현재까지 역대 독일 국가대표팀 선수 중 FIFA 월드컵 본선에서 승부차기를 실축한 유일한 선수로 기록되어 있다.

## 감독 경력
스위스 대표팀에서 감독 경력을 시작하였으며 성인 대표팀 감독으로 메이저 대회에 참가한 경험은 없다. 독일 U-20 대표팀 감독으로 2001년 U-20 월드컵에 출전하여 16강에서 탈락하였고 2003년 대회에도 출전하였으나 조별리그 탈락의 쓴 맛을 봤다. 2006년 FIFA 월드컵이 끝난 후 코트디부아르 대표팀 감독으로 선임되었다가 2008년 1월 아들의 건강 문제로 사임하였다. 2008년 5월 FC 시옹의 감독으로 선임되었으나 11월 3일 경질되었고 2009년 1월 5일 카타르 스타스 리그의 알아라비의 감독으로 부임하였으며 2010년 당시 김기희의 소속팀이였던 알사일리야로 팀을 옮겼다가 2013년 알아라비로 다시 복귀하였다. 2014년 9월 5일 대한민국 남자 축구 국가대표팀 신태용 감독대행의 후임으로 선임되었으며 대표팀 감독 부임 4개월 만에 '한국형 늪축구'라는 신조어를 만들어내며 2015년 AFC 아시안컵 준우승의 성과를 거두었다. 2015년 AFC 아시안컵 이후로 이집트 축구 국가대표팀의 감독 제의를 받았으나 거절하고 2015 동아시안컵에서 무패를 기록하며(3전 1승 2무) 7년만에 우승을 안겼다. 그러나 2017년 6월 15일 2018년 FIFA 월드컵 아시아 지역 최종 예선 성적 부진으로 인해 결국 경질되고 말았다. 후임으로는 대한민국 U-20 축구 국가대표팀 감독을 맡았던 신태용이 선임되었다. 대한민국 축구 국가대표팀 감독에서 경질된 이후 슈틸리케는 2017 시즌 중국 슈퍼리그 강등 위험에 빠진 톈진 테다의 감독으로 부임하여 팀의 1부 리그 잔류를 이끌었다.

## 통계
| 팀                 | 기간                               | 경기 수 | 승 | 무 | 패 | 득점 | 실점 | 승률   |
| ------------------ | ---------------------------------- | ------- | -- | -- | -- | ---- | ---- | ------ |
| 스위스             | 1989년 4월 5일 ~ 1991년 12월 22일  | 28      | 13 | 5  | 10 | 49   | 30   | 46.43  |
| 뇌샤텔 크사막스    | 1992년 1월 ~ 1994년 7월            | 86      | 30 | 31 | 25 | 118  | 91   | 34.88  |
| SV 발트호프 만하임 | 1994년 7월 ~ 1995년 7월            | 36      | 14 | 17 | 5  | 51   | 37   | 38.89  |
| UD 알메리아        | 1996년 2월 ~ 1996년 7월            | 16      | 5  | 6  | 5  | 26   | 22   | 31.25  |
| 독일 U-21          | 2000년 5월 8일 ~ 2004년 1월 1일    | 30      | 21 | 1  | 8  | 42   | 18   | 70.00  |
| 독일 U-20          | 2001년 6월 17일 ~ 2003년 12월 5일  | 7       | 3  | 0  | 4  | 12   | 11   | 42.86  |
| 독일 U-19          | 2004년 1월 1일 ~ 2006년 1월 1일    | 19      | 10 | 9  | 0  | 29   | 5    | 52.63  |
| 코트디부아르       | 2006년 9월 12일 ~ 2008년 1월 7일   | 15      | 11 | 2  | 2  | 37   | 7    | 73.33  |
| FC 시옹            | 2008년 5월 31일 ~ 2008년 11월 3일  | 15      | 5  | 4  | 6  | 24   | 28   | 33.33  |
| 알아라비 SC        | 2008년 12월 31일 ~ 2010년 6월 30일 | 46      | 21 | 8  | 17 | 93   | 76   | 45.65  |
| 알사일리야 SC      | 2010년 7월 1일 ~ 2012년 10월 8일   | 56      | 22 | 12 | 22 | 82   | 93   | 39.29  |
| 알아라비 SC        | 2013년 6월 5일 ~ 2014년 1월 28일   | 28      | 14 | 5  | 9  | 51   | 42   | 50.00  |
| 대한민국           | 2014년 9월 7일 ~ 2017년 6월 15일   | 37      | 25 | 5  | 7  | 64   | 25   | 67.57% |
| 톈진 테다          | 2017년 9월 9일 ~ 2020년 8월 19일   | 75      | 27 | 15 | 33 | 112  | 128  | 36.0%  |

### 대한민국 국가대표팀 감독 전적
| 날짜             | 상대팀                 | 결과              | 스코어        | 득점                                         | 비고                          |
| ---------------- | ---------------------- | ----------------- | ------------- | -------------------------------------------- | ----------------------------- |
| 2014년 10월 10일 | 파라과이               | 승                | 2-0           | 김민우, 남태희                               | 친선전                        |
| 10월 14일        | 코스타리카             | 패                | 1-3           | 이동국                                       | 친선전                        |
| 11월 14일        | 요르단                 | 승                | 1-0           | 한교원                                       | 친선전                        |
| 11월 18일        | 이란                   | 패                | 0-1           |                                              | 친선전                        |
| 2015년 1월 10일  | 오만                   | 승                | 1-0           | 조영철                                       | 2015년 AFC 아시안컵 조별 예선 |
| 1월 13일         | 쿠웨이트               | 승                | 1-0           | 남태희                                       | 2015년 AFC 아시안컵 조별 예선 |
| 1월 17일         | 오스트레일리아         | 승                | 1-0           | 이정협                                       | 2015년 AFC 아시안컵 조별 예선 |
| 1월 22일         | 우즈베키스탄           | 승                | 2-0           | 손흥민 (2)                                   | 2015년 AFC 아시안컵 8강전     |
| 1월 26일         | 이라크                 | 승                | 2-0           | 이정협, 김영권                               | 2015년 AFC 아시안컵 4강전     |
| 1월 31일         | 오스트레일리아         | 패                | 1-2           | 손흥민                                       | 2015년 AFC 아시안컵 결승전    |
| 3월 27일         | 우즈베키스탄           | 무                | 1-1           | 구자철                                       | 친선전                        |
| 3월 31일         | 뉴질랜드               | 승                | 1-0           | 이재성                                       | 친선전                        |
| 6월 11일         | 아랍에미리트           | 승                | 3-0           | 염기훈, 이용재, 이정협                       | 친선전                        |
| 6월 16일         | 미얀마                 | 승                | 2-0           | 이재성, 손흥민                               | 월드컵 예선                   |
| 8월 2일          | 중화인민공화국         | 승                | 2-0           | 김승대, 이종호                               | 2015년 EAFF 동아시안컵        |
| 8월 5일          | 일본                   | 무                | 1-1           | 장현수                                       | 2015년 EAFF 동아시안컵        |
| 8월 9일          | 조선민주주의인민공화국 | 무                | 0-0           |                                              | 2015년 EAFF 동아시안컵        |
| 9월 3일          | 라오스                 | 승                | 8-0           | 이청용, 손흥민(3), 권창훈(2), 석현준, 이재성 | 월드컵 예선                   |
| 9월 8일          | 레바논                 | 승                | 3-0           | 장현수, 알리 하맘(자책골), 권창훈            | 월드컵 예선                   |
| 10월 8일         | 쿠웨이트               | 승                | 1-0           | 구자철                                       | 월드컵 예선                   |
| 10월 13일        | 자메이카               | 승                | 3-0           | 지동원, 기성용, 황의조                       | 친선전                        |
| 11월 12일        | 미얀마                 | 승                | 4-0           | 이재성, 구자철, 장현수, 남태희               | 월드컵 예선                   |
| 11월 17일        | 라오스                 | 승                | 5-0           | 기성용(2), 손흥민(2), 석현준                 | 월드컵 예선                   |
| 2016년 3월 24일  | 레바논                 | 승                | 1-0           | 이정협                                       | 월드컵 예선                   |
| 3월 27일         | 태국                   | 승                | 1-0           | 석현준                                       | 친선전                        |
| 3월 29일         | 쿠웨이트               | 승                | 3-0           | 몰수승                                       | 월드컵 예선                   |
| 6월 1일          | 스페인                 | 패                | 1-6           | 주세종                                       | 친선전                        |
| 6월 5일          | 체코                   | 승                | 2-1           | 윤빛가람, 석현준                             | 친선전                        |
| 9월 1일          | 중화인민공화국         | 승                | 3-2           | 정즈(자책골), 이청용, 구자철                 | 월드컵 예선                   |
| 9월 6일          | 시리아                 | 무                | 0-0           |                                              | 월드컵 예선                   |
| 10월 6일         | 카타르                 | 승                | 3-2           | 기성용, 지동원, 손흥민                       | 월드컵 예선                   |
| 10월 11일        | 이란                   | 패                | 0-1           |                                              | 월드컵 예선                   |
| 11월 11일        | 캐나다                 | 승                | 2-0           | 김보경, 이정협                               | 친선전                        |
| 11월 15일        | 우즈베키스탄           | 승                | 2-1           | 남태희, 구자철                               | 월드컵 예선                   |
| 2017년 3월 23일  | 중화인민공화국         | 패                | 0-1           |                                              | 월드컵 예선                   |
| 3월 28일         | 시리아                 | 승                | 1-0           | 홍정호                                       | 월드컵 예선                   |
| 6월 8일          | 이라크                 | 무                | 0-0           |                                              | 친선전                        |
| 6월 14일         | 카타르                 | 패                | 2-3           | 기성용, 황희찬                               | 월드컵 예선                   |
| 통산             | 37전 25승 5무 7패      | 37전 25승 5무 7패 | 64득점 25실점 | 최다 득점선수: 손흥민 (10골)                 |                               |

## 수상 및 타이틀

### 선수 시절

#### 클럽
보루시아 묀헨글라트바흐
- 분데스리가:
  - 우승: 1975, 1976, 1977
- DFB-포칼:
  - 우승: 1973
- UEFA컵:
  - 우승: 1975
- 유러피언컵:
  - 준우승: 1977

레알 마드리드
- 프리메라리가:
  - 우승: 1978, 1979, 1980
- 코파 델 레이:
  - 우승: 1980, 1982
- 코파 데 라 리가:
  - 우승: 1985
- UEFA컵:
  - 우승: 1985
- 유러피언컵:
  - 준우승: 1981
- 유러피언 컵위너스컵:
  - 준우승: 1983

뇌샤텔 크사막스
- 스위스 슈퍼리그:
  - 우승: 1987, 1988

#### 국가대표
독일
- UEFA 유럽 축구 선수권 대회:
  - 우승: 1980
- FIFA 월드컵:
  - 준우승: 1982

### 감독 시절

#### 국가대표
대한민국
- AFC 아시안컵:
  - 준우승: 2015
- EAFF 동아시안컵:
  - 우승: 2015